# Phare de Pemaquid Point
Le phare de Pemaquid Point (en anglais : Pemaquid Point Light) est un phare actif situé sur Pemaquid Point à Bristol, dans le Comté de Lincoln (État du Maine).
Il est inscrit au Registre national des lieux historiques depuis le 16 avril 1985 .

## Histoire
Le phare a été commandé en 1827 par le président John Quincy Adams et construit cette année-là. En raison de la piètre qualité d'exécution (de l'eau salée a été utilisée dans le mélange de mortier), le phare a commencé à s'effondrer et a été remplacé en 1835. Le deuxième contrat de construction stipulait que seule de l'eau douce serait utilisée. Le gardien Isaac Dunham a supervisé la construction et a écrit dans une lettre à l'United States Lighthouse Board que l'accord était respecté et que le travail s'était bien déroulé.
La lampe originale était un réflecteur parabolique de type Argand-Lewis, éclairé à la bougie et offrant une visibilité de 3,2 km. Augustin-Jean Fresnel a inventé un moyen supérieur de focaliser la lumière au début des années 1850. La plupart des phares des États-Unis ont été convertis avec une Lentille de Fresnel. Le phare a reçu une lentille de quatrième ordre en 1856. L’objectif est l’un des six objectifs de Fresnel encore en service Maine. La maison du gardien a été construite en 1857. Lastation a été automatisée en 1934.
Le phare appartient à la garde côtière américaine et est concédé sous licence à la American Lighthouse Foundation (en) . L'association Friends of Pemaquid Point Lighthouse (FPPL), l’un des 21 chapitres de la Fondation, exploite le phare. L'entretien et la restauration en cours sont financés uniquement par les dons des visiteurs. Les membres des FPPL ouvrent le phare pour des visites de mi-mai à mi-octobre.

## Parc du phare de Pemaquid Point
Le service des parcs et des loisirs de Bristol possède et exploite les dépendances entourant le phare sous le nom de Pemaquid Point Lighthouse Park. La maison du gardien est maintenant le Musée des pêcheurs à Pemaquid qui contient des expositions et des artefacts du phare et de l'histoire maritime locale. Ouvert en 2008, le Learning Center est une ressource communautaire proposant des films, des cours et des concerts.
La visite du phare, les pique-niques et l'exposition de peintures locales font partie des autres activités du parc.

## Description
Le phare  est une tour cylindrique en brique, avec une galerie et une lanterne de 11,5 m de haut, reliée à un local technique. La tour est peinte en blanc et la lanterne est noire. Il émet, à une hauteur focale de 24 m, un éclat blanc de 0.4 seconde par période de 6 secondes. Sa portée est de 14 milles nautiques (environ 26 km).

## Caractéristiques dufeu maritime
Fréquence : 6 secondes (W)
- Lumière : 0.6 seconde
- Obscurité : 5.4 secondes

Identifiant : ARLHS : USA-589 ; USCG : 1-5145 - Amirauté : J0134 .
|          |
| Le phare |

|                |
| Pemaquid Point |

### Lien connexe
- Liste des phares du Maine